# Maurice Minne
Pour les articles homonymes, voir Minne.
Maurice Minne, né le 22 septembre 1941 à Anderlues et mort le 6 août 2011 est un homme politique belge wallon, membre du PS.

## Fonctions politiques
- Bourgmestre de Tubize.
- Conseiller communal de Tubize.
- Député fédéral belge du 28 juin 1995 au 5 mai 1999, en remplacement de André Flahaut, ministre.